# سگ‌ماهی پرتغالی
سگ‌ماهی پرتغالی (نام علمی: Centroscymnus coelolepis) نام یک گونه از راسته خاردارکوسه‌سانان است.